# Magnus Holpert
Magnus Holpert (* 1. Februar 2002 in Flensburg) ist ein deutscher Handballspieler, der beim deutschen Zweitligisten VfL Lübeck-Schwartau spielt.

## Karriere
Holpert begann im Jahr 2005 das Handballspielen bei der SG Flensburg-Handewitt. Bei der SG Flensburg-Handewitt durchlief er sämtliche Jugendmannschaften. Mit der A-Jugend gewann er in der Saison 2018/19 die deutsche Meisterschaft. Seit der Saisonvorbereitung der Saison 2020/21 trainiert der Rückraumspieler bei der Profimannschaft der SG mit. Holpert bestritt am 30. September 2020 seine erste Partie in der EHF Champions League und erzielte einen Treffer. Am 25. Oktober 2020 verwandelte er einen Siebenmeter in der Bundesligapartie gegen den HSC 2000 Coburg. Insgesamt erzielte Holpert sieben Tore in der Bundesligasaison 2020/21. Seit der Saison 2021/22 gehört er dem Profikader von GWD Minden an. Holpert, der anfangs mit den Folgen einer Verletzung zu kämpfen hatte, kam in seiner ersten Saison überwiegend in der 2. Mannschaft zum Einsatz und bestritt lediglich zwei Partien in der Bundesliga. In der darauffolgenden Spielzeit, in der Minden am Saisonende abstieg, erzielte Holpert 25 Treffer in 25 Bundesligapartien. Im Sommer 2023 schloss er sich dem dänischen Erstligisten SønderjyskE Håndbold an. Zur Saison 2025/26 wechselte er zum deutschen Zweitligisten VfL Lübeck-Schwartau.
Holpert bestritt fünf Länderspiele für die deutsche Jugendnationalmannschaft.

## Sonstiges
Sein Vater Jan Holpert sowie sein Onkel Fynn Holpert spielten ebenfalls in der Handball-Bundesliga.